# Еліас Коббаут
Еліас Коббаут (фр. Elias Cobbaut, нар. 24 листопада 1997, Мехелен, Бельгія) — бельгійський футболіст, фланговий захисник італійської «Парми» та національної збірної Бельгії.

## Ігрова кар'єра

### Клубна
Еліас Коббаут є вихованцем клубу «Мехелен» зі свого рідного міста. З 2015 року футболіст тренувався з першою командою «Мехелена». В кінці сезону 2015/16 футболіст почав потрапляти в заявки на матчі основної команди але на поле тоді так і не вийшов.
Першу гру в основі Коббаут провів у серпні 2016 року, коли вийшов на заміну у матчі проти «Кортрейка». Влітку 2018 року захисник перейшов до столичного «Андерлехта», з яким підписав контракт на п'ять років. В кінці літнього трансферного вікна 2021 року Коббаут на правах оренди до кінця сезону перейшов до італійської «Парми». І вже в кінці серпня зіграв першу гру в Серії В. Після закінчення терміну оренди Коббаут підписав з італійським клубом контракт на постійній основі.

### Збірна
У листопаді 2019 року у матчі відбору до Євро 2020 року проти команди Кіпру Еліас Коббаут дебютував у національній збірній Бельгії.